# 观光秋海棠
观光秋海棠（学名：Begonia tsoongii）为秋海棠科秋海棠属的植物，是中国的特有植物。分布于中国大陆的广西等地，目前已由人工引种栽培。